# Bronxville
Bronxville falu az USA New York államában, Westchester megyében. Lakosainak száma 6656 fő (2020. április 1.).

## Népesség
A település népességének változása:

| 2010 | 6 323 |
| 2020 | 6 656 |